# ديريك تالبوت
ديريك تالبوت (بالإنجليزية: Derek Talbot) هو لاعب كرة الريشة بريطاني، ولد في 1947.

## روابط خارجية
- ديريك تالبوت على موقع اللجنة الأولمبية الدولية (الإنجليزية)
- ديريك تالبوت على موقع أوليمبيديا (الإنجليزية)
- ديريك تالبوت على موقع اللجنة الأولمبية البريطانية (الإنجليزية)
- ديريك تالبوت على موقع اتحاد ألعاب الكومنولث (مؤرشف) (الإنجليزية)